# Mablung
Mablung je izmišljen lik iz Tolkienove mitologije, serije knjig o Srednjem svetu britanskega pisatelja J. R. R. Tolkiena.
Je Sivi vilin, ki je bil eden izmed poveljnikov v vojski kralja Thingola Doriathsekega. 
Umrl je med propadom Doriatha, ko je branil svojega kralja.